# Styloniscus spinosus
Styloniscus spinosus là một loài chân đều trong họ Styloniscidae. Loài này được Patience miêu tả khoa học năm 1907.